# Johannes Rohbeck
Johannes Rohbeck (* 21. Januar 1947 in Bad Godesberg) ist ein deutscher Philosoph und Fachdidaktiker für Philosophie. Von 1993 bis 2015 war er Professor für Praktische Philosophie und Didaktik der Philosophie an der  TU Dresden. Von 2015 bis 2018 war er dort Seniorprofessor für Forschung.

## Leben
Rohbeck studierte Philosophie, Germanistik, Soziologie und Kunstgeschichte an der Universität Bonn und an der Freien Universität Berlin und legte 1971 das Magister-Examen in Philosophie ab. Von 1972 bis 1976 wirkte er als wissenschaftlicher Assistent am Institut für Philosophie der Freien Universität Berlin und wurde dort 1976 in Philosophie promoviert. Nach dem ersten Staatsexamen in  Philosophie, Deutsch und Sozialkunde (1976), der Referendariatszeit bis 1979 und dem Zweiten Staatsexamben erfolgte 1985 die Habilitation in  Philosophie, ebenfalls an der Freien Universität Berlin, wo er anschließend Privatdozent und ab 1992 außerplanmäßiger Professor war.
Beruflich arbeitete er von 1979 bis 1990 als Studienrat an einem Berliner Gymnasium. Von 1982 bis 1992 war er Leiter der Lehrerfort- und -weiterbildung für das Fach Philosophie in Berlin sowie von 1991 bis 1993 Lehrbeauftragter und Vertreter des Lehrstuhls Praktische Philosophie an der Universität Greifswald.
Von 1993 bis 2015 lehrte Rohbeck als Professor für Praktische Philosophie und Didaktik der Philosophie an der Technischen Universität Dresden, von 2012 bis 2015 als Seniorprofessor. In dieser Zeit war er auch Mitglied des Zentrums für interdisziplinäre Technikforschung; von 1995 bis 2015 Mitglied des von Friedrich Ueberweg begründeten Kuratoriums Grundriss der Geschichte der Philosophie und von 2004 bis 2014 Mitglied des vom Spanischen Ministerium für Erziehung und Wissenschaft geförderten Forschungsprojekts Una nueva filosofía de la historia am Consejo Superior de Investigaciones Científicas (CSIC) in Madrid. Von 2014 bis 2018 leitete er die Dresdner Gruppe des Forschungsprojektes Philosophy of History and Globalisation of Knowledge. Cultural Bridges between Europe and Latin America (Kurzbezeichnung: Worldbridges) im Rahmen eines Förderprogramms der Europäischen Union (FP7-People-2013-IRSES). In dieser Funktion war er Seniorprofessor für Forschung an der Technischen Universität Dresden.
Auslandsaufenthalte führten ihn als Gastprofessor an die Universität Messina (1987), als Gastdozent an das Dickinson College in Carlisle, Pennsylvania (1989/90), als Gastprofessor an die Universität Bari (1992), zu Forschungsaufenthalten nach Paris an die Bibliothèque nationale de France (1997 und 1999), ans Consejo Superior de Investigaciones Científicas in Madrid (2004), an die Universidad Nacional Autónoma de México (2016)  sowie an die Universidad de Buenos Aires (2008, 2011, 2015 und 2017). Im Wintersemester 2018/19 war er Gastprofessor (Cátedra de Excelencia) an der Universidad Carlos III in Madrid.
Rohbeck ist mit der Romanistin Lieselotte Steinbrügge verheiratet; der gemeinsame Sohn Gregor Steinbrügge ist Planetenforscher am California Institute of Technology.

## Arbeitsschwerpunkte
Die Professur Praktische Philosophie und Didaktik der Philosophie umfasst die Forschung und Lehre sowohl in der Philosophie als auch in der Fachdidaktik. In der Philosophie liegen die historischen Schwerpunkte auf der Aufklärung sowie Georg Friedrich Hegel und Karl Marx. Die systematischen Themen sind Philosophie der Technik, Geschichtsphilosophie und Zukunftsethik. In der Didaktik der Philosophie und Ethik geht es um den Bezug zur Philosophiegeschichte, die Transformation philosophischer Methoden und literarisches Philosophieren.

## Publikationen (Auswahl)

### Als Autor
- Egoismus und Sympathie. David Humes Gesellschafts- und Erkenntnistheorie. Zugl. Dissertation. Campus, Frankfurt a. M. 1978, ISBN 3-593-32317-6.
- Die Fortschrittstheorie der Aufklärung. Französische und englische Geschichtsphilosophie in der zweiten Hälfte des 18. Jahrhunderts. Campus, Frankfurt a. M./New York 1987, ISBN 3-593-33790-8,
- Technologische Urteilskraft. Zu einer Ethik technischen Handelns. Suhrkamp, Frankfurt a. M. 1993, ISBN 3-518-28712-5.
- Technik – Kultur – Geschichte. Eine Rehabilitierung der Geschichtsphilosophie. Suhrkamp,  Frankfurt a. M. 2000, ISBN 3-518-29062-2.
- Geschichtsphilosophie zur Einführung. Hamburg Junius 2004, 3. erg. Auflage 2015, ISBN 978-3-88506-602-6 (Spanische Ausgabe: Filosofía de  la historia – Historicismo – Posthistoria. Una introducción al la razón histórica. Übersetzt von Christian Baumann, Revisión Antonio Gómez Ramos. Granada 2015).
- Marx. Leipzig Reclam 2006, 2. Auflage 2014, ISBN 978-3-15-020367-5. (Spanische Ausgabe: Marx. Übersetzt von Manuel Orozco Péres. Alianza, Madrid 2016).
- Didaktik der Philosophie und Ethik. Thelem, Dresden 2008, 4. erw. Auflage 2016, ISBN 978-3-945363-24-9.
- Aufklärung und Geschichte. Über eine praktische Geschichtsphilosophie der Zukunft. Akademie Verlag, Berlin 2010, ISBN 978-3-05-004686-0.
- Zukunft der Geschichte. Geschichtsphilosophie und Zukunftsethik. Akademie Verlag, Berlin 2013, ISBN 978-3-05-006073-6.
- Integrative Geschichtsphilosophie in Zeiten der Globalisierung. De Gruyter, Berlin 2020, ISBN 978-3-11-059683-0.
- Moderne Aufklärung. Erkenntnisse für die Krisen der Gegenwart. Metzler Verlag, Stuttgart 2023, ISBN 978-3-662-66654-8.

### Als Herausgeber
- mit Lieselotte Steinbrügge: Anne Robert Jacques Turgot. Über die Fortschritte des menschlichen Geistes. Suhrkamp, Frankfurt a. M. 1990, ISBN 3-518-28257-3.
- Philosophie und Weltanschauung. Thelem, Dresden 1999, ISBN 3-933592-07-0.
- Methoden des Philosophierens. Konferenzschrift. Thelem, Dresden 2000, ISBN 3-933592-11-9.
- Denkrichtungen der Philosophie. Thelem, Dresden 2001, ISBN 3-933592-16-X.
- Ethik im Unterricht. Leipzig 2001.
- mit Hans-Ulrich Wöhler: Auf dem Weg zur Universität. Kulturwissenschaften in Dresden 1887–1945. Thelem, Dresden 2002, ISBN 3-933592-28-3.
- Denkstile der Philosophie. Thelem, Dresden 2002, ISBN 3-933592-29-1.
- mit Sonja Asal: Aufklärung und Aufklärungskritik in Frankreich. Selbstdeutungen des 18. Jahrhunderts im Spiegel der Zeitgenossen. Konferenzschrift. Berliner Wissenschaftsverlag, Berlin 2003, ISBN 3-8305-0387-3.
- Praktische Philosophie. (Philosophie/Ethik, Band 2). Siebert, Hannover 2003, ISBN  3-937223-03-7.
- Didaktische Transformationen. Thelem, Dresden 2003, ISBN 3-935712-14-6.
- mit Herta Nagl-Docekal: Geschichtsphilosophie und Kulturkritik. Historische und systematische Studien. Wissenschaftliche Buchgesellschaft, Darmstadt 2003, ISBN 3-534-15068-6.
- Ethisch-philosophische Basiskompetenz. Thelem, Dresden 2004, ISBN 3-935712-45-6.
- Anschauliches Denken. Thelem, Dresden 2005, ISBN 978-3-937672-02-1.
- mit Volker Steenblock: Philosophische Bildung und Ausbildung. Thelem, Dresden 2006, ISBN 3-937672-48-6.
- mit Jost Halfmann: Zwei Kulturen der Wissenschaft – revisited. Velbrück Wissenschaft, Weilerswist 2007, ISBN 978-3-938808-31-3.
- Hochschuldidaktik Philosophie. Thelem, Dresden 2007, ISBN 978-3-939888-45-1.
- mit Peggy H. Breitenstein: Marx. Philosophische und ökonomische Schriften. Reclams Universalbibliothek, Stuttgart 2008, ISBN 978-3-15-018554-4.
- mit Urs Thurnherr, Volker Steenblock: Empirische Unterrichtsforschung und Philosophiedidaktik. Thelem, Dresden 2008, ISBN 978-3-939888-67-3.
- mit Donat Schmidt, Peter von Runthendorf: Maß nehmen – Maß geben. Leistungsbewertung im Philosophieunterricht und Ethikunterricht. Thelem, Dresden 2011, ISBN 978-3-942411-30-1.
- mit Peggy H. Breitenstein: Philosophie. Geschichte, Disziplinen, Kompetenzen. Metzler, Stuttgart 2011, ISBN 978-3-476-02299-8.
- mit Christa Runtenberg: Angewandte Philosophie. Konferenzschrift. Thelem, Dresden 2012, ISBN 978-3-942411-68-4.
- Didaktische Konzeptionen. Konferenzschrift. Thelem, Dresden 2012, ISBN 978-3-942411-69-1.
- mit Markus Thiedemann: Philosophie und Verständigung in der pluralen Gesellschaft. Thelem, Dresden 2014, ISBN 978-3-945363-03-4.
- mit Lieselotte Steinbrügge: Jean-Jacques Rousseau: Die beiden Diskurse zur Zivilisationskritik. De Gruyter, Berlin 2015, ISBN 978-3-11-037522-0.
- Experimentelle Philosophie und Philosophiedidaktik. Thelem, Dresden 2015, ISBN 978-3-945363-12-6.
- mit Ruth Hagengruber: Philosophinnen im Philosophieunterricht – ein Handbuch. Thelem, Dresden 2015, ISBN 978-3-945363-19-5.
- mit Julia Dietrich, Cordula Brand: Empirische Forschung in der Philosophie- und Ethikdidaktik. Konferenzschrift, Thelem, Dresden 2016, ISBN 978-3-945363-53-9.
- Philosophie der Globalisierung. Thelem, Dresden 2017, ISBN 978-3-945363-86-7.
- mit Concha Roldán, Daniel Brauer: Philosophy of Globalization. De Gruyter, Berlin 2018, ISBN 978-3-11-054467-1

### Schulbücher
- mit Gerhard Voigt: Nachdenken über die Geschichte. Texte und Fragen zur Geschichtsphilosophie. Schroedel Schulbuchverlag, Hannover 1984, ISBN 3-507-10291-9, zweite Auflage 1992
- Fragen an die Geschichte. Lektüreheft für die Gymnasiale Oberstufe. Militzke, Leipzig 2011, ISBN 978-3-86189-539-8.
- mit Monika Sänger: Abenteuer Ethik. Sachsen, Band 1–3, Bamberg 2012–2014

### Herausgebertätigkeit
- Grundriss der Geschichte der Philosophie – Die Philosophie des 18. Jahrhunderts. (Begründet von Friedrich Ueberweg), Schwabe Verlag Basel.
  - Band 2.1 und 2.2: Frankreich 2008 (mit Helmut Holzhey)
  - Band 3: Italien 2011 (mit Wolfgang Rother)
  - Band 4: Spanien, Portugal und Lateinamerika 2016 (mit Wolfgang Rother)
- Zeitschrift für Didaktik der Philosophie und Ethik. Siebert Verlag Hannover, ab 2018 Buchner Verlag Bamberg. Von 1984 bis 2013 Mitherausgeber, seit 2013 beratender Herausgeber mit Ekkehard Martens.
- Jahrbuch für Didaktik der Philosophie und Ethik. Thelem Verlag Dresden, Herausgeber von 2000 bis 2017.